# 斯科蒂斯章克申 (內華達州)
斯科蒂斯章克申（英語：Scotty's Junction）是位於美國內華達州奈縣的非建制地區。

## 地理
斯科蒂斯章克申所處的海拔為高於海平面1238米（即4062英呎），而該地所採用的時區為UTC-8，即太平洋时区（PST）。同時該地設有夏令時間，為UTC-8調快一小時，即UTC-7（PDT）。